# 神田東松下町
神田東松下町（かんだひがしまつしたちょう）は、東京都千代田区の町名。住居表示は未実施。「丁目」の設定のない単独町名である。

## 地理
千代田区の北東部に位置する。町域北部は、一八通りに接しこれを境に神田須田町に接する。東部は神田岩本町・岩本町にそれぞれ接する。南部は神田東紺屋町に接する。南西部は神田紺屋町（2町域に分かれた内の北部）・神田富山町にそれぞれ接する。西部は鍛冶町に接する（地名はいずれも千代田区）。神田駅東口方面の商業地域の一角で、オフィスビルや商店が多く見られる。西辺は一部JR山手線・京浜東北線の線路に接している。また、町域内の一部を東西に神田平成通りが通っている。

## 世帯数と人口
2025年（令和7年）3月1日現在（千代田区発表）の世帯数と人口は以下の通りである。
- 世帯数 : 512世帯
- 人口 : 1,076人

### 人口の変遷
国勢調査による人口の推移。
| 年                 | 人口  |
| ------------------ | ----- |
| 1995年（平成7年）  | 133   |
| 2000年（平成12年） | 120   |
| 2005年（平成17年） | 172   |
| 2010年（平成22年） | 189   |
| 2015年（平成27年） | 248   |
| 2020年（令和2年）  | 1,093 |

### 世帯数の変遷
国勢調査による世帯数の推移。
| 年                 | 世帯数 |
| ------------------ | ------ |
| 1995年（平成7年）  | 52     |
| 2000年（平成12年） | 50     |
| 2005年（平成17年） | 85     |
| 2010年（平成22年） | 92     |
| 2015年（平成27年） | 141    |
| 2020年（令和2年）  | 512    |

## 学区
区立小・中学校に通う場合、学区は以下の通りとなる（2017年8月現在）。なお、千代田区の中学校では学校選択制度を導入しており、区内全域から選択することが可能。
- 区域 : 全域
  - 小学校 : 千代田区立千代田小学校
  - 中学校 : 千代田区立麹町中学校 または 千代田区立神田一橋中学校

## 交通
町域内に鉄道駅はないが、西部方面では神田駅が、北部方面は都営新宿線・岩本町駅が、それぞれ至近にある。

## 事業所
2021年（令和3年）現在の経済センサス調査による事業所数と従業員数は以下の通りである。
- 事業所数 : 213事業所
- 従業員数 : 3,177人

### 事業者数の変遷
経済センサスによる事業所数の推移。
| 年                 | 事業者数 |
| ------------------ | -------- |
| 2016年（平成28年） | 194      |
| 2021年（令和3年）  | 213      |

### 従業員数の変遷
経済センサスによる従業員数の推移。
| 年                 | 従業員数 |
| ------------------ | -------- |
| 2016年（平成28年） | 2,658    |
| 2021年（令和3年）  | 3,177    |

## 施設
- 日本マンパワー
- 鳥本鋼業
- 東京化工機
- 三井薬品
- 藤田商事

## その他

### 日本郵便
- 郵便番号 : 101-0042[4]（集配局 : 神田郵便局[16]）。